# Exposition générale d'art et d'industrie de Stockholm
L'exposition générale d'art et d'industrie de Stockholm de 1897 (en suédois : Allmänna konst- och industriutställningen), également connue sous le nom d'exposition de Stockholm ou d'exposition universelle de Stockholm (Stockholmsutställningen), est une exposition internationale organisée en 1897 à Stockholm, en Suède.
L'exposition était la quatrième d'une série d'expositions d'art et d'industrie scandinaves qui avaient déjà eu lieu à Stockholm en 1866 et à Copenhague en 1872 et en 1888.
La cérémonie d'ouverture du 15 mai 1897 s'est déroulée en présence du roi Oscar II de Suède, et son arrivée à l'exposition a été filmée. Le discours d'inauguration du roi a également été enregistré sur un phonographe, mais pas par lui, mais par un acteur à la voix similaire. 

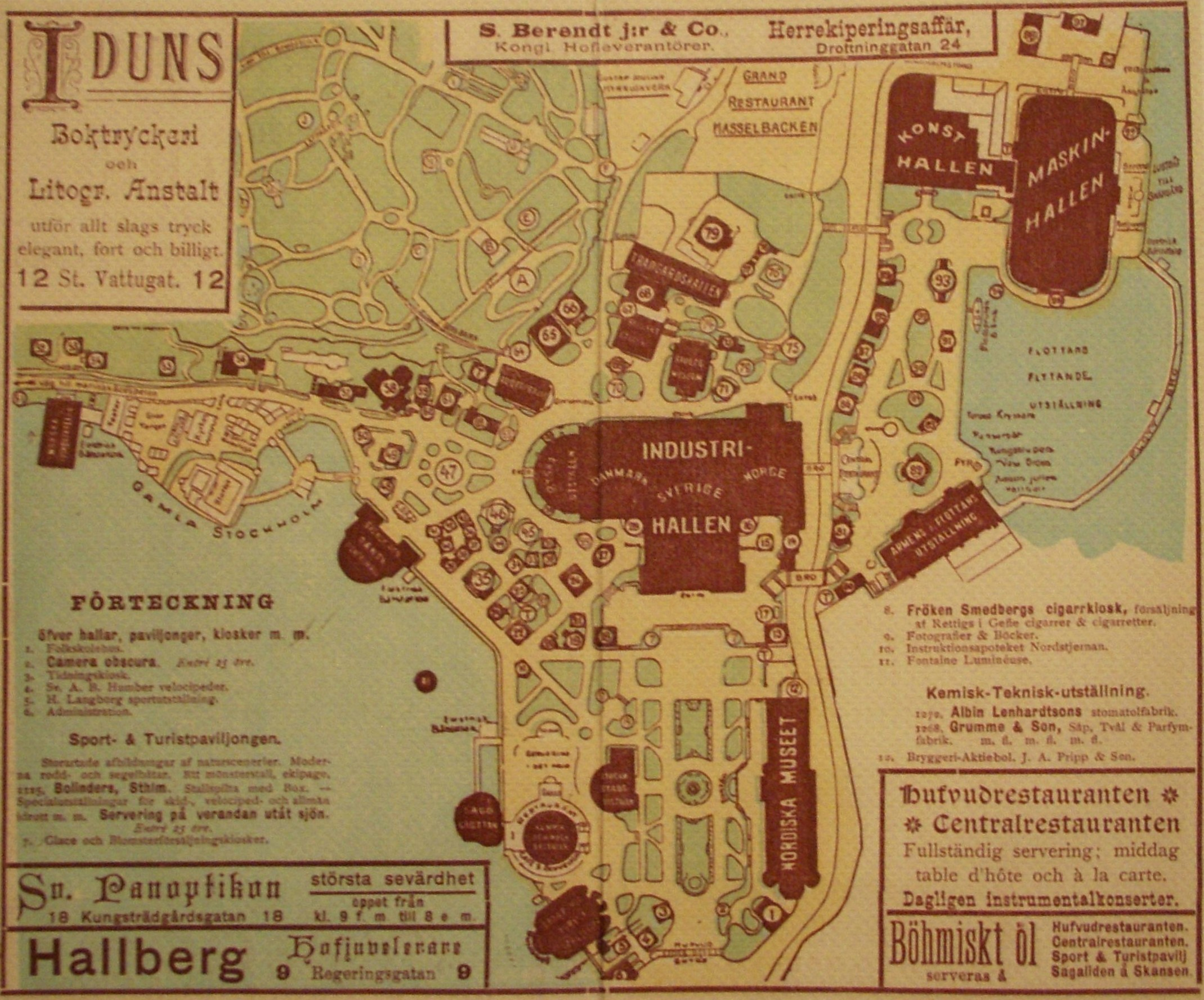
Plan d'ensemble de la zone d'exposition.

## Contexte

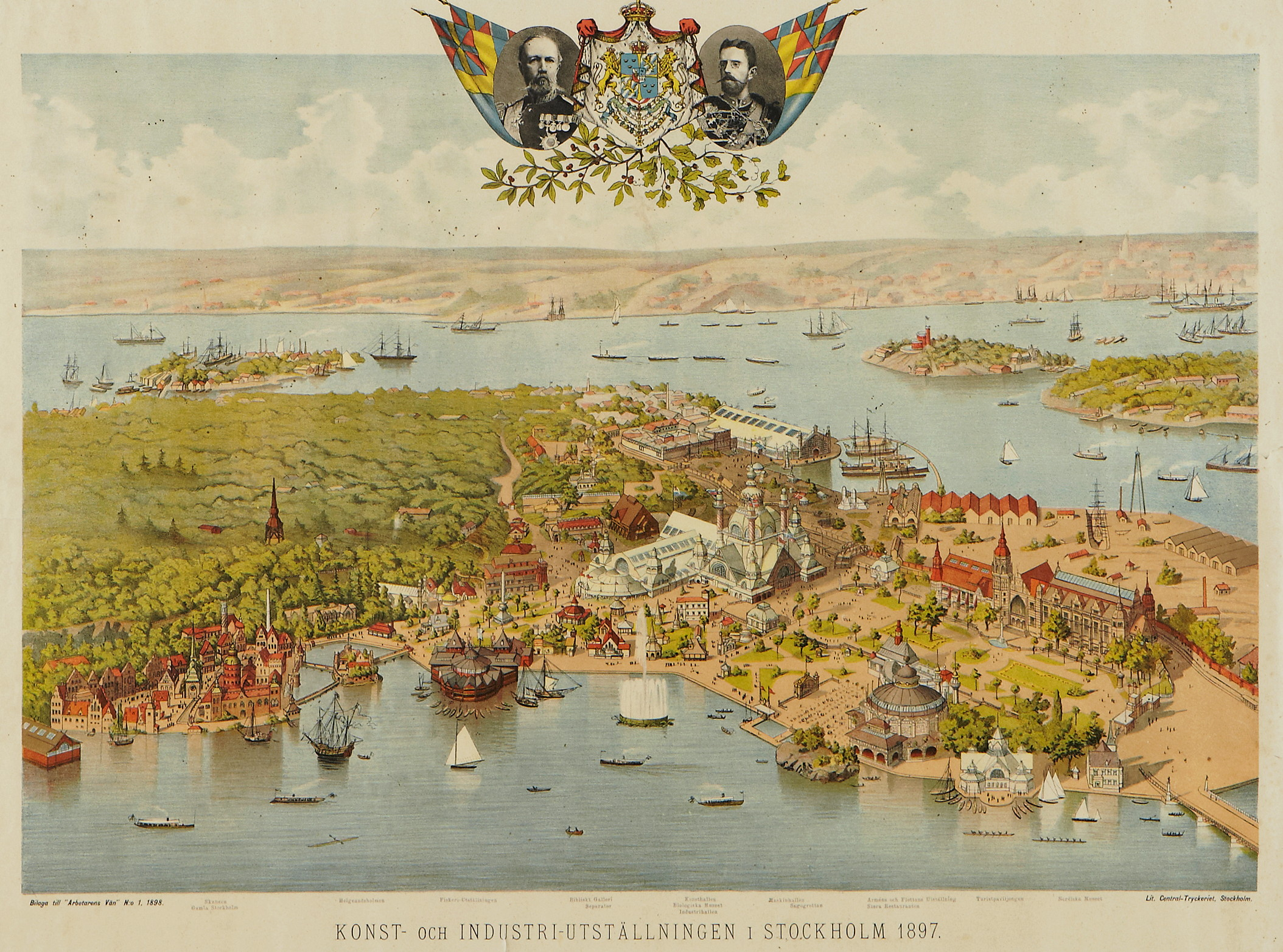
Dessin en perspective de l'exposition de 1897.

Le 16 décembre 1893, les principales entreprises suédoises adressèrent au roi une pétition exprimant leur souhait d'accueillir une exposition. Avec l'approbation royale, une commission fut nommée et le gouvernement donna son accord formel pour qu'une exposition d'art et d'industrie se tienne en 1897. Cette date marquait le 25e anniversaire du règne du roi Oscar II de Suède. La construction commença en 1895 et l'exposition fut finalement inaugurée le 15 mai 1897 par le roi Oscar II. Le même jour, le roi Oscar II posait la première pierre du nouveau parlement, le Riksdagshuset. Les 3 722 exposants étaient limités à ceux de Suède, de Finlande, de Norvège (toujours en union avec la Suède), du Danemark et de Russie, bien que le Canada et l'Allemagne aient essayé à plusieurs reprises d'être autorisés à participer.

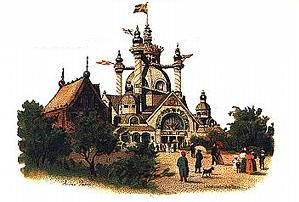
Extrait d'une affiche publicitaire.

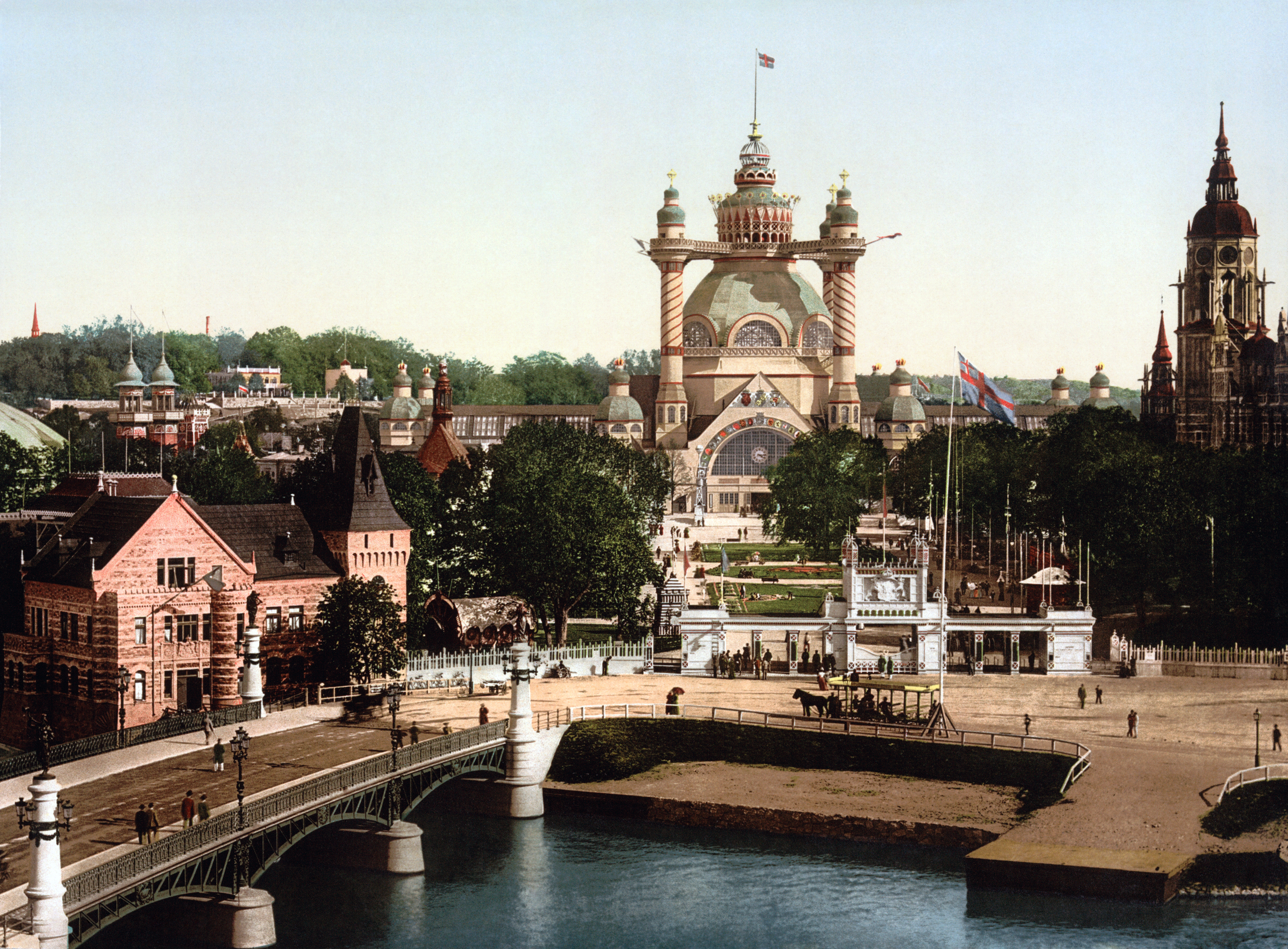
L'espace d'exposition dans une photographie coloriée à la main
Notez que le drapeau suédois n'est pas de la bonne couleur.

Le site de l'exposition était situé sur l'île de Djurgården, et de nombreuses structures de la partie occidentale de l'île ont été créées dans le cadre de l'exposition. Il s'agit notamment de Djurgårdsbron, le principal pont menant à l'île, de Skansens Bergbana (en), le funiculaire qui se trouve aujourd'hui dans le musée en plein air et le zoo de Skansen, et le Musée nordique. Plus d'une centaine de bâtiments et de pavillons spectaculaires ont été érigés.  L'un des bâtiments les plus importants de l'exposition, un hall d'exposition en bois de 16 820 m2, conçu par l'architecte Ferdinand Boberg et doté d'une coupole de 100 mètres de haut et de 4 minarets, fut cependant démoli après l'exposition, ainsi que de nombreux autres pavillons construits en matériaux non permanents,. Les deux minarets avant étaient équipés d'ascenseurs qui permettaient aux visiteurs d'accéder à une plate-forme d'observation.
L'un des thèmes de l'exposition était les nouvelles technologies médiatiques de l'époque, notamment le film et le phonographe. Les cérémonies d'ouverture de l'exposition ont été documentées dans les premiers enregistrements, y compris le discours d'ouverture du roi Oscar II de Suède. Ces enregistrements ont été conservés et sont désormais disponibles sur Internet.
C'est à l'occasion de cette exposition qu'ont été projetées les premières images cinématographiques en Suède, montrant l'arrivée d'Oscar II à l'exposition.

## Description de la zone d'exposition

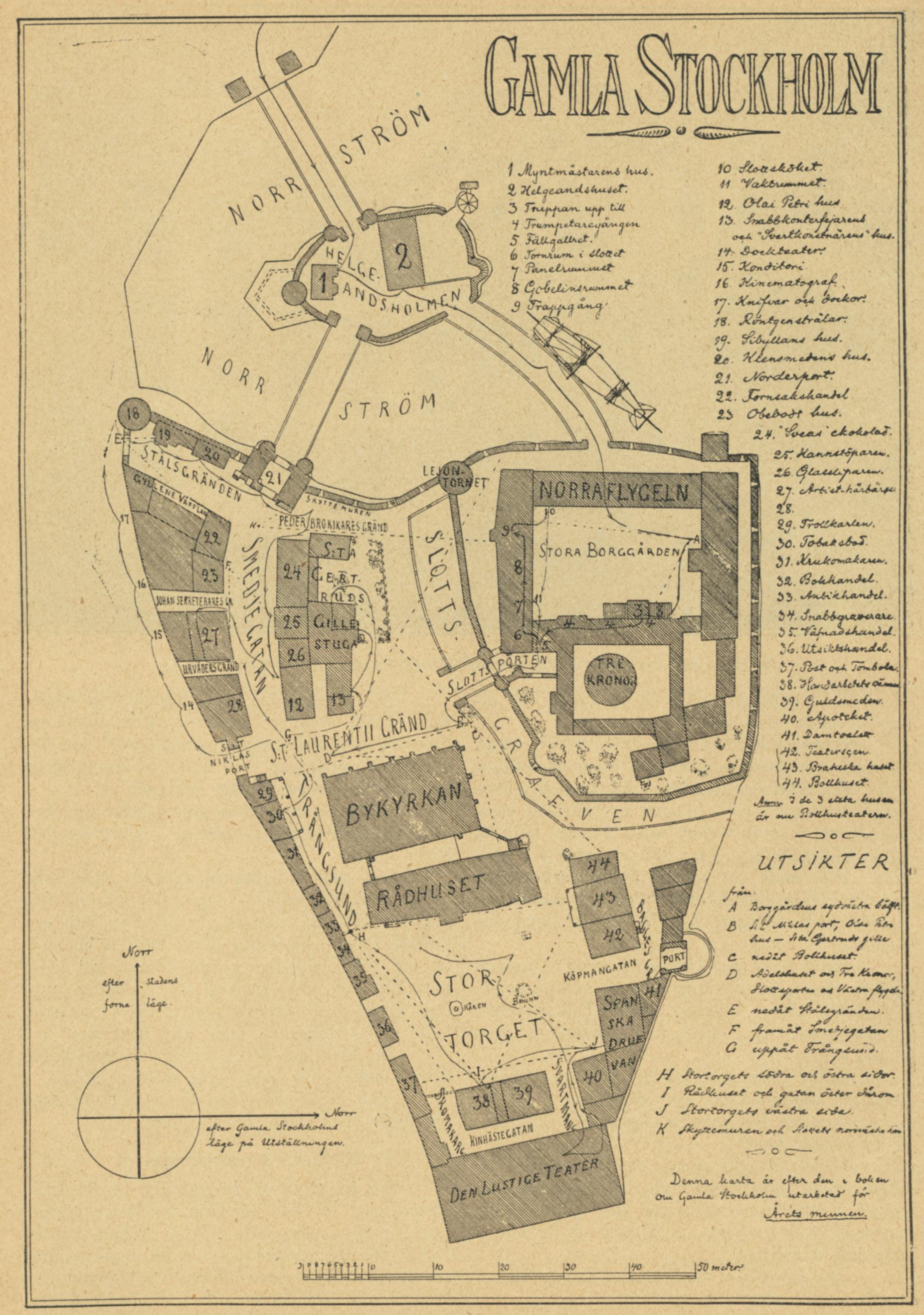
Plan de Gamla Stockholm' (en anglais).

Le jour de l'ouverture, le billet coûtait 10 DKK, mais plus tard, le prix a été ramené entre 1,50 et 2 DKK. Dès que l'on entrait dans la zone, le pavillon de la ville de Stockholm se trouvait sur la gauche, construit dans une sorte de style néo-baroque. C'est le pavillon le plus apprécié par les critiques, car il présente de manière pédagogique le développement de Stockholm au cours des dernières années. À l'aide d'outils statistiques tels que des diagrammes et des stéréogrammes en trois dimensions, il montrait l'augmentation de la population de la ville et la diminution des cas de maladie et de criminalité.
Parmi les nombreuses attractions, il y avait des expositions de "tableaux vivants". Elles se déroulaient dans une salle située dans la ville miniature de Gamla Stockholm et peuvent être considérées comme la première salle de cinéma de la ville. Un programme d'actualité de l'inauguration de l'exposition avec Oscar II, diffusé le même jour au palais royal de Stockholm, était particulièrement intéressant.
Le long du front de mer, il y avait un pavillon de pêche, une grotte de conte de fées et, surtout, une maquette à l'échelle 1:2 (demi-grandeur) du "vieux Stockholm". Il s'agit d'une réplique miniature simplifiée du Stockholm du XVIe siècle, en bois et en plâtre. La présence d'environnements historiques est une caractéristique très prisée des expositions universelles, comme ce fut le cas à Paris et à Berlin.
C'est dans la "Gamla Stockholm" que les nouvelles sensations visuelles, le cinématographe et les rayons X, sont présentées.
Au centre de la zone se trouve le grand hall industriel de Ferdinand Boberg. À l'intérieur, la société industrialisée proposait ses produits avec un marketing somptueux. Boberg est également responsable du centre d'art qui a été construit et où un grand nombre d'artistes suédois et internationaux ont exposé. Le chef de la section artistique était le prince Eugène de Suède.
En plus de ces attractions majeures, il y avait une salle des machines, le pavillon Liljeholmen sous la forme d'une bougie géante et bien d'autres choses encore.

## Ljungbergshallen

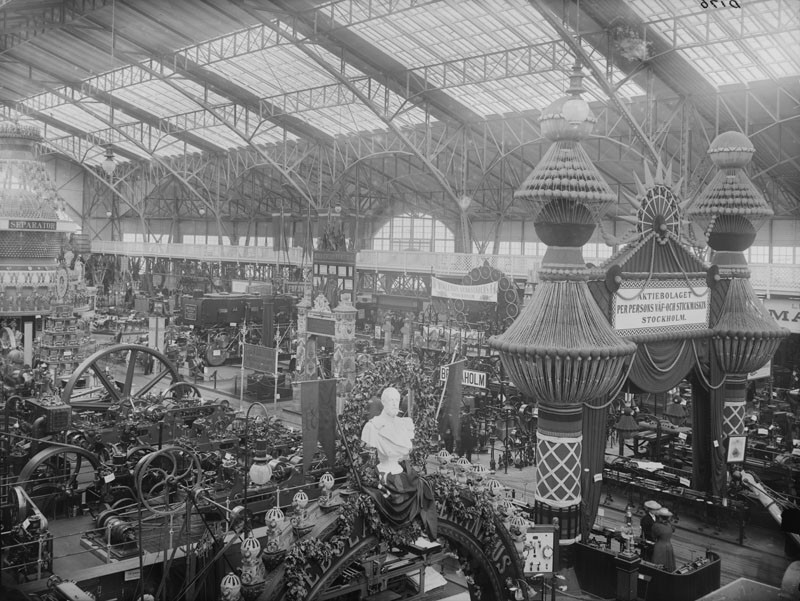
Image d'intérieur du Ljungbergshallen

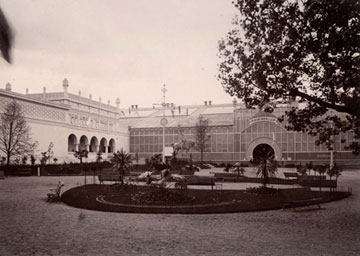
Ljungbergshallen.

Ljungbergshallen, également connu sous le nom de Bobergshallen, était l'un des bâtiments les plus spectaculaires du site de l'exposition et mesurait environ 10 000 mètres carrés. Il s'inspirait de la Tour Eiffel et du Crystal Palace anglais. Le squelette en acier était de style Art nouveau et les murs étaient faits d'un matériau semblable à une toile. La lumière entrait et on pouvait voir ce qui se passait à l'intérieur des murs peints, roses à l'extérieur et bleus à l'intérieur.
Le bâtiment a été conçu par Fredrik Boberg et construit par Fritz Söderberg. L'acier provenait de l'usine sidérurgique Domnarvets Jernverk et a été vendu au centre d'exposition par l'intermédiaire du directeur Erik Johan Ljungberg pour 250 000 couronnes suédoises, mais Ljungberg a racheté le hall plus tard pour 61 000 couronnes suédoises. Le hall a été démonté, vendu à Stora Kopparberg et transporté par train jusqu'à Borlänge où il a été installé pour les premières machines à papier de la papeterie de Kvarnsveden.

## Après l'exposition
Après la clôture de l'exposition, le 3 octobre 1897, le grand hall industriel a été démoli, mais le Musée nordique a continué d'être utilisé et se trouve toujours à Stockholm. La boulangerie Reinhold, aujourd'hui un restaurant, le pavillon du Royal Hunt Club, aujourd'hui une maison privée, et le pavillon de la Diamond Rock Drill Co. ont conservé leur emplacement d'origine ; plusieurs pavillons ont été déplacés à Skansen, notamment le Braghallen, le Fröstorp et la Villa Lusthusporten.

## Fouilles archéologiques
Au cours de l'été 2008, des fouilles archéologiques ont été menées sur le petit îlot artificiel construit à l'occasion de l'exposition de 1897. Une reconstitution de Helgeandsholmen à Stockholm au XVIe siècle y a été trouvée. Les fouilles ont été menées par le musée historique de Stockholm.

## Galerie

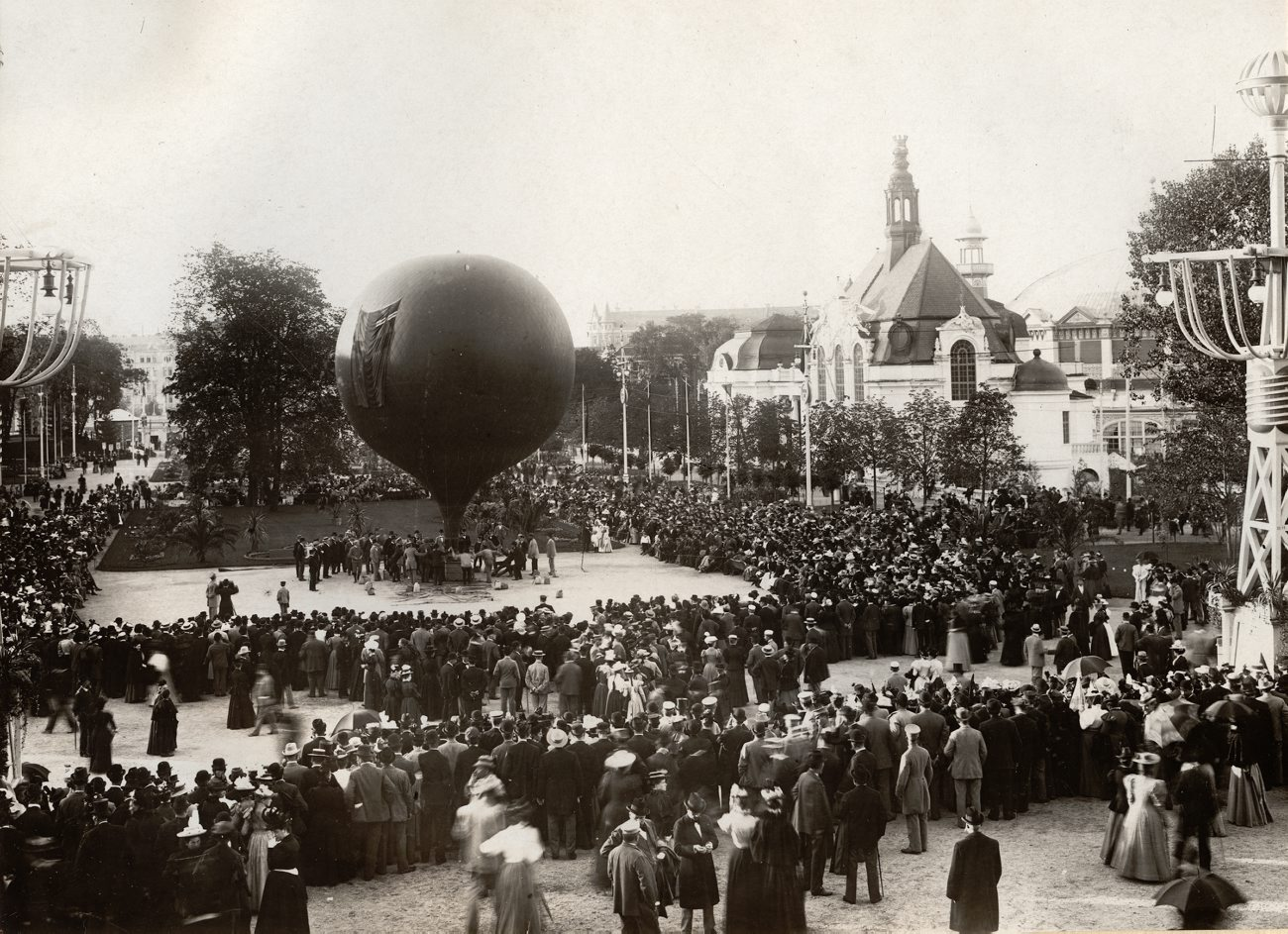
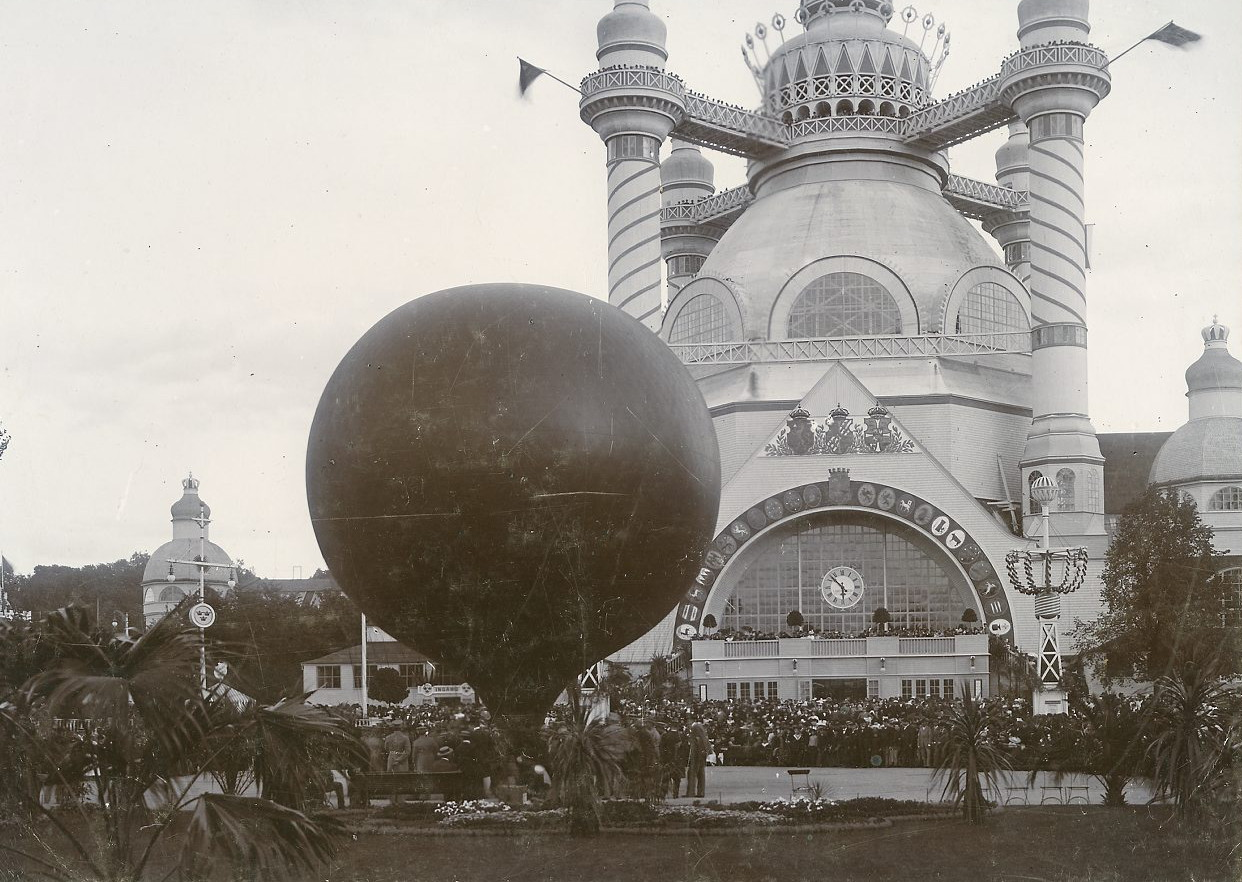
Maskinhallen.
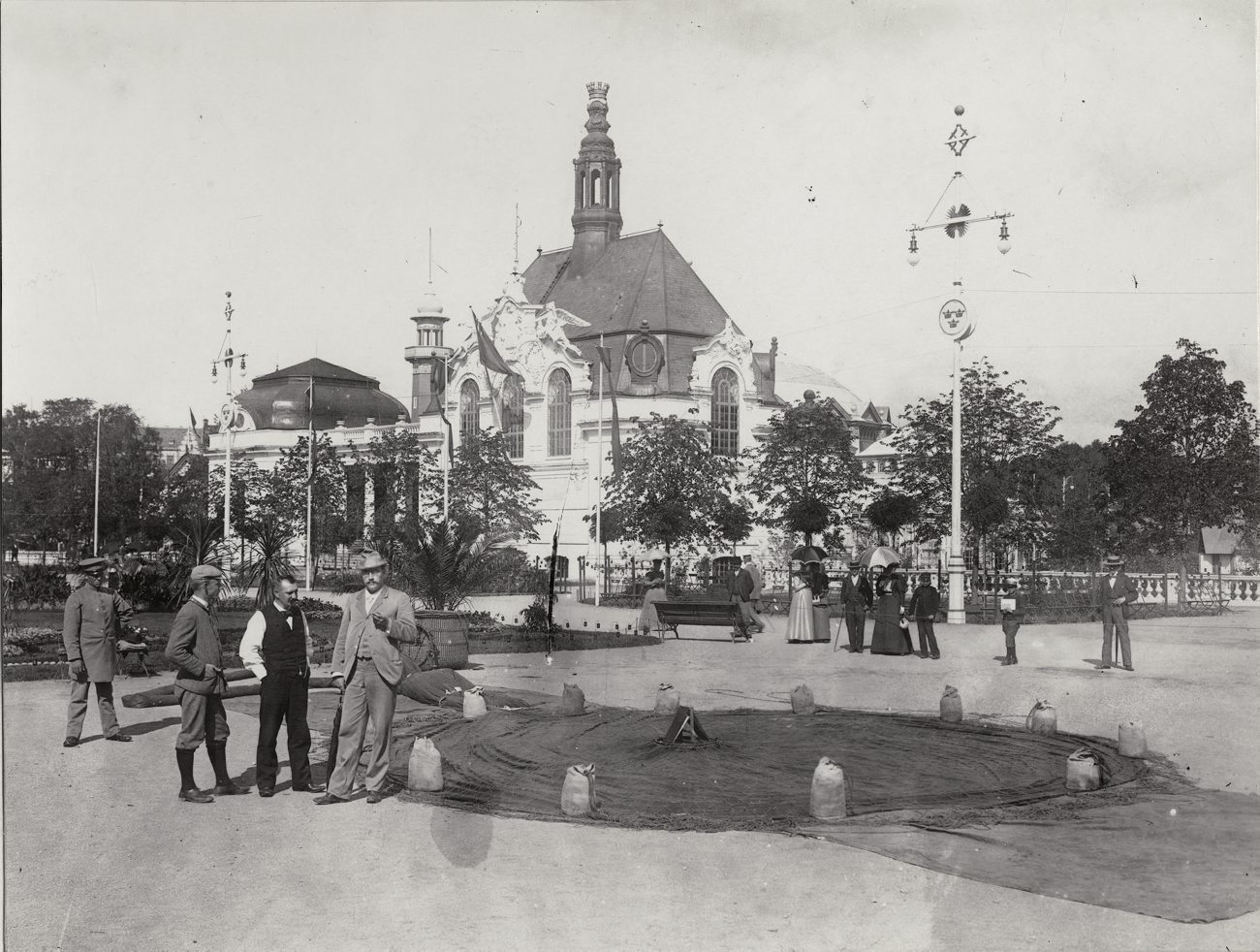
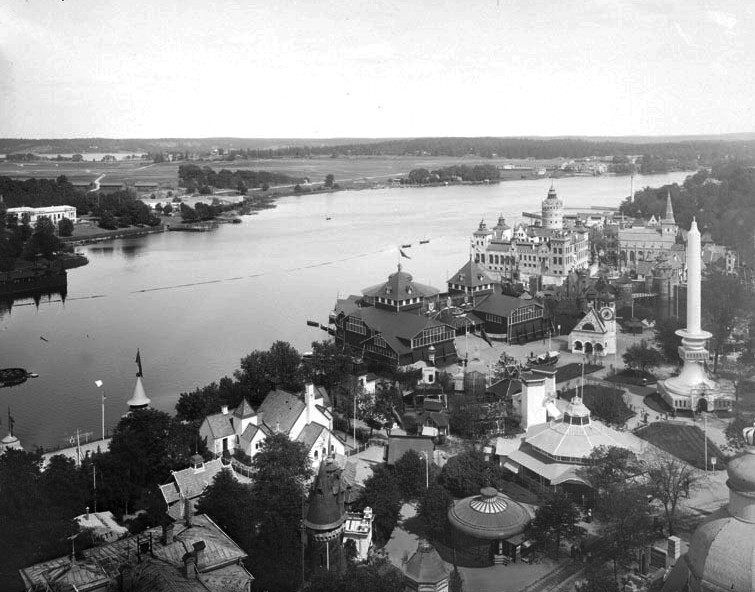
Image depuis le ballon par Oscar Halldin.
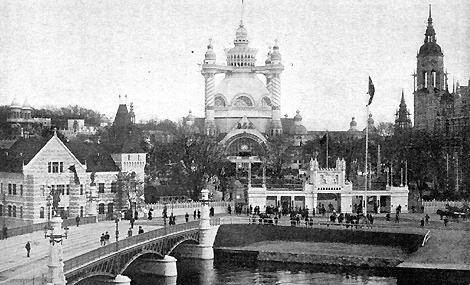
La zone  d'exposition.
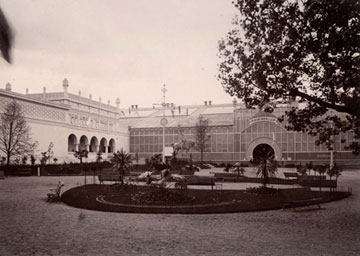
Ljungberghallen
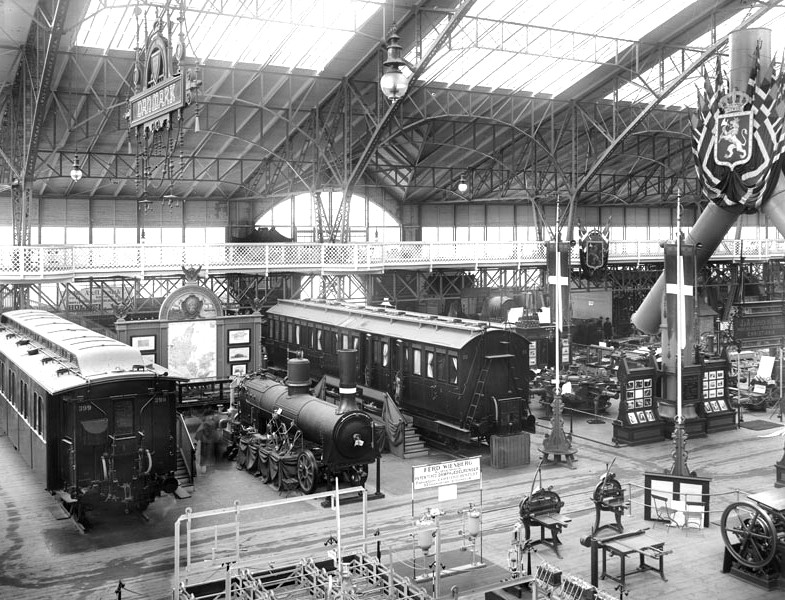
Le hall des locomotives.
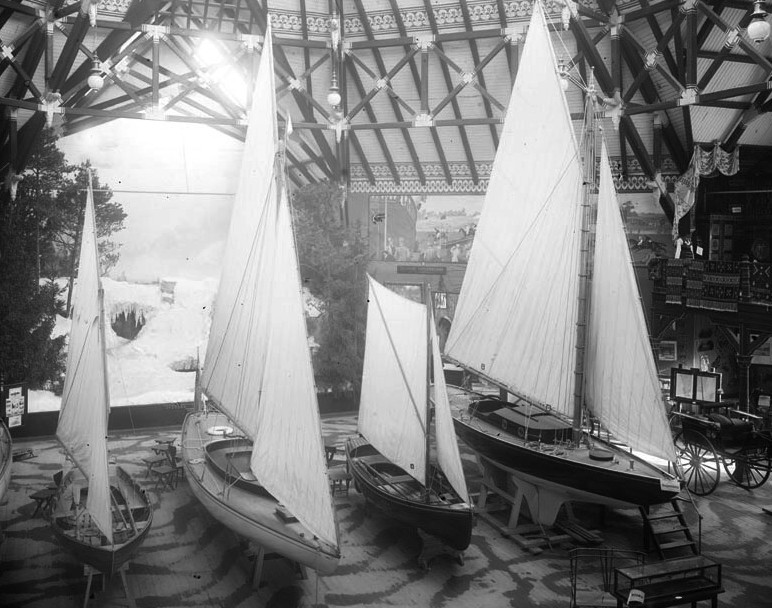
Le hall des voiliers.
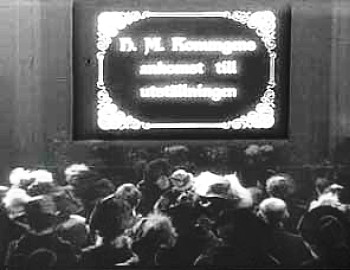
Film, l'arrivée du roi.
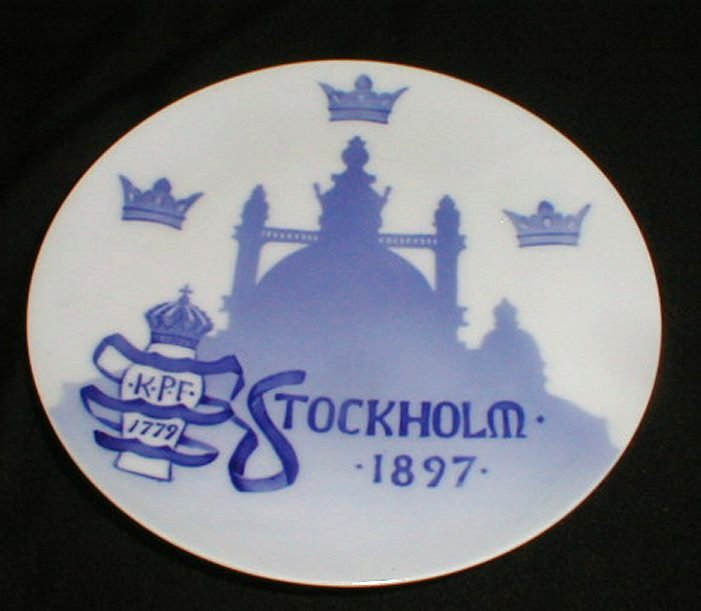
Assiette en porcelaine de l'exposition.
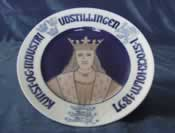
Assiette en porcelaine de l'exposition.

- (sv) « Fler historiske billeder findes på Stockholms stadsmuseums websted "Stockholmskällan" » [archive du 8 mars 2011].